# Li Shangfu
Li Shangfu är en kinesisk politiker, general och rymdingenjör som under en kort tid tjänstgjorde som Folkrepubliken Kinas försvarsminister.

## Bakgrund
Li har sina rötter i Xingguo, Jiangxi-provinsen, och är son till Li Shaozhu, en veteran från kinesiska röda armén och den långa marschen. Li gick med i Folkets befrielsearmé 1978 när han började studera vid det Nationella universitetet för försvarsteknologi.

## Karriär
Efter examen 1982 arbetade han som tekniker vid Xichangs satellituppskjutningscenter, där han blev chef 2003. 2010 ledde han arbetet med Kinas rymdsond Chang'e 2. 2006 utnämndes Li till generalmajor och 2017 valdes han in i Nittonde centralkommittén i Kinas kommunistiska parti. Li räknas till den grupp av flyg- och rymdingenjörer som befordrats till ledande poster under Xi Jinpings ledarskap.
2018 utsatte den amerikanska utrikesdepartementet honom för sanktioner på grund av att Kina beslutat köpa in tio Suchoj Su-35 och utrustning för systemet S-400 Triumf från det ryska företaget Rosoboronexport.
I oktober 2022 valdes han in i Centrala militärkommissionen och i mars följande år utnämndes han till försvarsminister. Han för inte befäl över Folkets befrielsearmé i sin roll som försvarsminister  och hans främsta uppgift är istället att representera landets väpnade styrkor i kontakt med andra länders politiker och försvarsmakter.
I augusti 2024 försvann han från offentligheten och den 24 oktober samma år avsattes han från sina poster.